# John Coffey
John Coffey, DD (Condado de Kerry, 10 de janeiro de 1836; 14 de abril de 1904) foi um bispo católico romano irlandês no final do século XIX e no início do século XX.
Coffey foi educado no St Patrick's College, em Maynooth e ordenado em 1865. Ele foi bispo de Ardfert e Aghadoe de 1889 até à sua morte. Ele está enterrado na Catedral de Santa Maria, em Killarney.